# セッちゃん
『セッちゃん』は大島智子の漫画。小学館が運営するマンガワンおよびCanCam.jpにおいて2018年4月7日から同年8月25日まで連載。同年11月12日に描き下ろしを加えた単行本が発売された。イラストレーターとして活動している大島にとって始めての漫画作品である。アパレルブランド「merry jenny」が衣装協力として参加した。

## 物語
セッちゃんこと瀬川世都子は誰とでも寝ることから大学内で有名だった。同じ大学へ通うあっくんこと影山厚は、偶然出会ったセッちゃんを友人らとの飲み会へ誘ったのをきっかけに何かと気にかけるようになる。あっくんは多くの友人や交際相手の君島まみと関わり、たまに感傷を覚えながらも充実した日々を送っていたが、学費免除を訴える学生団体らのデモ活動や爆破テロが巻き起こる。騒動を避けたがるあっくんに対して率先して関わろうとするまみとの距離は開いていく。あっくんと同じく騒動に無関心なセッちゃんと、あっくんはなんとなく共に行動する。まみがあっくんに別れを告げてから、2人は何をするわけでもなくあっくんの部屋でくつろぐ日々を送った。学生運動が落ち着いた頃、あっくんはフィンランドへの留学を決めた。その日、何でもないことで泣き出すセッちゃんを見て、あっくんは初めてセッちゃんに大して感情を露にした。後日、あっくんはセッちゃんに見送られながら旅立った。
それからセッちゃんは相変わらず奔放に過ごしていたが、ことあるごとにあっくんのことを思い出し、今までと同じとはいかなかった。久々にスカイプで連絡を取った際、セッちゃんはあっくんの元へ行こうと不意に思い立つ。数日後、ヘルシンキ空港で再会したセッちゃんとあっくんだったが、その場に居合わせたテロリストによってセッちゃんは射殺されてしまう。テロリストが自殺した後、残されたあっくんは、セッちゃんの死の感傷に浸った。

## 登場人物
瀬川 世都子（せがわ せつこ） - セッちゃん
文学部の大学生。「セッちゃん」の「セ」は「セックス」の「セ」と言われており、中学生の頃より性に関して奔放だった。異性から受ける施しへの感謝や謝罪の代わりに性行為を扱っている。
影山 厚（かげやま あつし） - あっくん
大学生。親しい人物からは、名前か、名前に由来する「あっくん」のあだ名で呼ばれている。
君島 まみ（きみしま まみ）
法学部の大学生。あっくんとは大学以前に同じ予備校に通っており、友人に恵まれ、賢そうで、優しい家族を持つあっくんにときめき、高校から男女交際を続けている。社交的で気丈だが、漫画「明け方コルネフォロス」の主人公に憧れるロマンチストな一面がある。
瀬川 うた
セッちゃんの妹。
武
あっくんの大学の友人。
田町

安田 一

たしろ